# Augie Goupil
Augie Goupil, de son vrai nom Auguste Goupil, est un danseur et auteur-compositeur-interprète de variétés polynésiennes, fondateur et membre principal du groupe Augie Goupil and His Royal Tahitians. Il est né le 7 août 1910 à Papeete en Polynésie française et mort le 1er janvier 1944 à Los Angeles aux États-Unis.

## Biographie
Auguste Teriimana Joseph Goupil, connu sous le nom d'"Augie Goupil", est né le 7 août 1910 à Papeete en Polynésie. Il est le petit-fils d'Auguste Goupil (1847-1921), conseiller général des Établissements français de l'Océanie jusqu'en 1903, et le fils d'Albert Goupil (1876-1913), un des fondateurs en 1908 de la Compagnie Française des Phosphates de l'Océanie, destinée à l'exploitation du gisement de Makatea. Augie Goupil est aussi le neveu de Jeanne Goupil (1887-1943), dont Paul Gauguin fit un portrait célèbre en 1896. Son père et sa mère ont cinq enfants : sa sœur Marcelle (1904), épousera Robert Quinn, un Américain originaire de San Francisco, qui en 1933 créera le Quinn's, boîte de nuit légendaire de Papeete, ; son frère Paul (1912-1965) deviendra musicien comme lui.
En juillet 1919, Augie Goupil vient s'installer avec sa mère, ses trois frères et sa sœur à Berkeley en Californie. Il est scolarisé au pensionnat de St Joseph's Academy. Il retourne dans son île natale de Tahiti pour y finir ses études. Chanteur, compositeur et danseur talentueux, il est convaincu que la verve et le rythme de Tahiti sauront être appréciés en Amérique, à une époque où le pays fait la découverte de sa façade maritime sur le Pacifique et où l'engouement pour la "culture tiki" vient de commencer. En 1929, il s'associe à sa sœur Marcelle et son frère Paul et tous trois embarquent comme chanteur, danseuse et musicien sur les bateaux de croisière qui sillonnent le Pacifique. Ils travaillent en particulier pour la Matson Navigation Company (en), dont les paquebots de luxe assurent des liaisons entre San Francisco et Honolulu. À partir de 1929, la carrière d'Augie Goupil se trouve ainsi rythmée par ses embarquements sur paquebots, par ses concerts à San Francisco et, en particulier, après 1933, par ses prestations au tiki bar de Robert Quinn, le Tahitian Hut, où le chanteur hawaïen Sol K. Bright Sr. (en) aurait composé son plus grand succès, "Hawaiian Cowboy",.
Le succès rapide qu'Augie Goupil connaît dans ses représentations à San Francisco démontre que son intuition était fondée et que le public américain est là pour ce type de musique. Au milieu des années 1930, il part à Hollywood. Il se lie rapidement avec des musiciens hawaïens qui vivent dans la région et se produisent dans les clubs de Los Angeles ou dans les films tournés à Hollywood et avec lesquels il fonde son groupe Augie Goupil and His Royal Tahitians, auquel participe son frère Paul. Excellent chanteur, percussionniste et danseur, il enregistre ses premières compositions chez Decca Records à Los Angeles dès 1936. En 1937, il travaille même avec des studios de Hollywood sur des films à connotation "tropicale", tel L'Amour à Waikiki. Il produit des morceaux hauts en couleur et entraînants, parfaitement dans l'air du temps. Outre son talent, la clef de son succès tient sans doute à ce qu'il a su allier un son tahitien, qui est nouveau pour des oreilles américaines, avec le professionnalisme de ses musiciens hawaïens. Il décède au sommet de sa carrière le 1er janvier 1944, à la suite d'une tuberculose vertébrale. Il est enterré au cimetière de Woodlawn Memorial de Santa Monica.
En dépit d'une période d'activité assez courte, Augie Goupil a été très prolifique, puisqu'il a écrit et interprété une quarantaine de chansons en tahitien ou en anglais, chansons souvent légères et très rythmées ou bien parfois romantiques et langoureuses. Parmi les plus connues, il y a "Papio", chanson très populaire de l'époque, qu'il interprète en 1936, après avoir été chantée en 1934 par le groupe Sol K. Bright Sr.'s Hollywaiians (en), et qui est reprise par de nombreux groupes ou chanteurs tahitiens, comme les Tamarii Tahiti ou Charley Mauu ; il y a aussi "Tahiti O Tera", parfois sous-titrée "Les Femmes d'Amérique", écrite en 1937 et qui est un grand classique de la musique polynésienne, ou encore, dans un style plus hawaïen, la chanson "My Tane", écrite en 1941 et chantée par Ray Kinney (en) et Bing Crosby.
Jusqu'au début des années 1960, Paul Goupil, qui a repris le groupe sous le nom de Paul Goupil and His Royal Tahitians, continue de chanter le répertoire de son frère ainsi que les classiques de la chanson tahitienne et hawaïenne. Le groupe tourne entre autres au bar Tahitian Hut et à l'hôtel Fairmont à San Francisco. 
En 2017, le spectacle Tahiti 1917, qui retrace les carrières de quelques pionniers de la musique polynésienne comme George Tautu Archer, Bimbo, Augie Goupil et d'autres au travers d'extraits de films et de chansons, est présenté pour la première fois au public de Tahiti à Papeete.

## Filmographie
Augie Goupil a fait de la figuration comme danseur dans deux films, L'Amour à Waikiki de Frank Tuttle en 1937, avec Bing Crosby dans le rôle principal, et Hawaiian Nights (en) d'Albert S. Rogell en 1939, avec Constance Moore et Johnny Downs dans les rôles principaux. Il a aussi arrangé avec Leroy Prinz les scènes de danse du film L'Amour à Waikiki, sélectionné pour l'oscar de la meilleure chorégraphie en 1938.

## Influences, collaborations et contributions musicales

### Influences
- Musique polynésienne
- Musique hawaïenne
- Musique américaine (swing, jazz, foxtrot)
- Musique brésilienne et caribéenne (samba, rumba)
- Percussions africaines

### Collaborations
Augie Goupil a écrit en 1940 "Marcella Wahine", une adaptation de son titre original "Marcelle Vahine" qui est une évocation de sa sœur, pour le chanteur hawaïen Ray Kinney (en). Sa chanson "Marcelle Vahine" a aussi été reprise par The Kingston Trio sur leur album "Sunny Side!" (Capitol ST 1935) en 1963 et par The Bonaires, groupe de doo-wop américain des années 1960 et 1970, sur leur album "Polynesian Sunset" (Dot DLP 3585) en 1964.
La chanson "My Tane", écrite avec Richard Gump (1906-1989) et Johnny Noble, a été interprétée en 1941 par le même Ray Kinney (en). Elle a ensuite été reprise en 1960 par The Brothers Four sous le nom de "My Tani (Taw-Nee)" et figure sur leur album "Greatest Hits" (Columbia CS 8603) de 1962 et, par ailleurs, par Bing Crosby sous le nom de "Farewell My Tane" et figure sur son album "Return To Paradise Islands" (Reprise R 6106) de 1964.
Augie Goupil a travaillé en 1941 sur les morceaux de "Jungle Drums" avec Thurston Knudson (1894-1980), percussionniste et compositeur de la bande originale du film Call of the South Seas (en).
Augie Goupil est l'auteur des textes des chants utilisés dans la bande originale du film Lona la sauvageonne de Ralph Murphy en 1944.

### Contributions
Augie Goupil, qui est reconnu comme un chanteur de très grand talent, « doté d'une voix magnifique, qui, à elle seule, avec un bon impresario, aurait suffi pour lui assurer un triomphe en Amérique ou en Europe », a été important dans l'histoire de la musique américaine à deux titres : il a été un précurseur dans la diffusion de la musique polynésienne aux États-Unis, dont les sons ont pu marquer par exemple un groupe comme The Kingston Trio ; il a en outre été un des pionniers avec Thurston Knudson dans l'enregistrement de percussions africaines, qui ont pu avoir ensuite une influence sur l'évolution du jazz américain.
Par ailleurs, les rythmes tahitiens et africains introduits aux États-Unis par Augie Goupil ont eu un impact sur le développement de la danse moderne sur la Côte ouest et, en particulier, sur le travail d'un choréographe comme Lester Horton.

## Discographie
Les albums d'Augie Goupil ont été essentiellement publiés sur disques en vinyle en 78 tours et en super 45 tours et 45 tours. Après sa mort, certains disques ont été ressortis en 33 tours. Ils sont assez rares sur le marché de l'occasion. En format numérique, ses œuvres sont aujourd'hui uniquement disponibles en compilations. Sauf indication contraire, les morceaux des albums recensés ci-après ont été interprétés par Augie Goupil and His Royal Tahitians.

### Albums originaux

#### 78 tours
- 1936 : Papio (In A Little Bamboo Bungalow) – Faa Navenave (Decca 1133)
- 1937 : Vana Vana – Tahitian Lullaby (Decca 1325)
- 1937 : Marcelle Vahine – Maruru A Vaw (Decca 1326)
- 1937 : Mokihana – Tahiti O Tera (Decca 1327)
- 1938 : My Tiare – Toomba (Decca 2244)
- 1938 : Momi Pele – Tropic Moon (Decca 2245)
- 1938 : Tahitian Rhythms (Decca A 34) : quintuple album de dix morceaux (avec le livret « An album of authentic Tahitian rhythms played by Augie Goupil and His Royal Tahitians »), neuf composés par Augie Goupil et interprétés par Augie Goupil and His Royal Tahitians et un composé par Thurston Knudson et interprété par Augie Goupil and Thurston Knudson
- 1938 : Hitiraa (Ori Tahiti) – Tiare Tahiti (Decca A 577, Decca 2254)
- 1938 : One Finger, Two Fingers, Three Fingers, Poi – Vahine Veve Au (Decca 2544, Decca X 1797)
- 1938 : Otea O Tahiti – Otea (Decca 2545) : le morceau "Otea O Tahiti" en face A est interprété par Thurston Knudson and Augie Goupil et le morceau "Otea" en face B est interprété par Augie Goupil and His Royal Tahitians
- 1939 : Tau Here – Manue (Decca 2255)
- 1939 : Taata Hu'a (Little Man) – My Miri (Tahitian Love Song) (Decca 2256)
- 1941 : Rhumba Uganda (East African rhumba) – Samba Tembo (African samba) (Decca A 222, Decca A 718)

#### 45 tours et super 45 tours
- 1941 : Jungle Drums (Decca ED 716) : par Thurston Knudson and Augie Goupil
- 1941 : Polynesian Rhythms (Brunswick 10104)

#### 33 tours
- 1951 : Tahitian Rhythms (Decca DL 5226)
- 195? : Jungle Drums (Decca DL 5426) par Thurston Knudson, Augie Goupil and Their Jungle Rhythmists
- 1956 : Tahitian Rhythms – Jungle Drums (Decca DL 8216, Festival FR 10873) : sur la face A intitulée "Tahitian Rhythms", morceaux composés par Augie Goupil et interprétés par Augie Goupil and His Royal Tahitians et, sur la face B intitulée "Jungle Drums", morceaux composés par Thurston Knudson et interprétés par Thurston Knudson, Augie Goupil and Their Jungle Rhythmists

### Compilations modernes
- 1974 : Augie Goupil And His Royal Tahitians (MCA 3515) : compilation dans une série intitulée "Immortal Hawaiian Music" chez MCA Records
- 1989 : Tahitian Swing (1936-1938) (Harlequin HQ 2073)
- 1995 : On A Coconut Island (Harlequin HQ CD 46) : compilation qui comprend les titres "Papio", "Tahiti O Tera" et "Mokihana"
- 1995 : On The Beach At Waikiki (1914-1952) (Harlequin HQ CD 57) : compilation qui comprend les titres "Hitiraa" et "Taata Hu'a"
- 2005 : Augie Goupil And His Royal Tahitians (Big Tomato)
- 2009 : Hawaiian Vacation Spa (Cleopatra) : compilation qui comprend les morceaux "Faa Navenave", "Vana Vana" et "Papio"
- 2009 : Vintage Hawaiian Music (Big Eye Music) : compilation qui comprend les morceaux "Faa Navenave", "Vana Vana" et "Papio"
- 2011 : The Finest Vintage Melodies And Retro Tunes – Vol. 42 (Soul Vibes) : compilation qui comprend le morceau "Tupaha"
- 2012 : Vintage Hawaiian Magic (Vintage Masters) : compilation qui comprend les morceaux "Mokihana", "Tahiti O Tera" et "Papio"